# Constituição do Barém
O Barém teve duas constituições em sua história moderna. A primeira foi promulgada por decreto em dezembro de 1973 e, a segunda em 2002. Que foi promulgada pelo emir (que se tornou rei) Hamad bin Isa al-Khalifa sem qualquer consulta pública, na qual tanto as câmaras eleitas do parlamento quanto as câmaras nomeadas pela realeza receberam poderes legislativos iguais, voltando atrás em sua promessa pública de 2001. Como resultado, as eleições parlamentares, que seriam realizadas no final daquele ano, foram boicotadas por quatro sociedades políticas.